# 宗円町
宗円町（そうえんちょう）は、愛知県名古屋市中川区の地名。現行行政地名は宗円町1丁目及び宗円町2丁目。住居表示未実施。

## 地理
名古屋市中川区北東部に位置する。東は四女子町、西は小本本町、南は好本町、北は南脇町に接する。

## 歴史

### 町名の由来
四女子町の字宗円寺に由来する。

### 沿革
- 1960年（昭和35年）3月20日 - 中川区四女子町・小本町・長良町の各一部により、同区宗円町として成立する[1]。

## 世帯数と人口
2019年（平成31年）1月1日現在の世帯数と人口は以下の通りである。
| 町丁   | 世帯数  | 人口  |
| ------ | ------- | ----- |
| 宗円町 | 214世帯 | 458人 |

### 人口の変遷
国勢調査による人口の推移
| 2000年（平成12年） | 385人 | [ 9 ]  |  |
| 2005年（平成17年） | 409人 | [ 10 ] |  |
| 2010年（平成22年） | 490人 | [ 11 ] |  |
| 2015年（平成27年） | 493人 | [ 12 ] |  |

## 学区
市立小・中学校に通う場合、学校等は以下の通りとなる。また、公立高等学校に通う場合の学区は以下の通りとなる。
| 番・番地等 | 小学校               | 中学校               | 高等学校 |
| ---------- | -------------------- | -------------------- | -------- |
| 全域       | 名古屋市立常磐小学校 | 名古屋市立長良中学校 | 尾張学区 |

## 施設
- 愛知ドビー[7]

## その他

### 日本郵便
- 郵便番号 : 454-0821[4]（集配局：中川郵便局[15]）。